# 東京競馬場前駅
東京競馬場前駅（とうきょうけいばじょうまええき）は、かつて東京都府中市矢崎町一丁目にあった日本国有鉄道（国鉄）中央本線支線（通称：下河原線）の駅（廃駅）である。電報略号は、ケハ。

## 概要
下河原線の旅客路線としての終着駅であり、南武線府中本町駅の南方200メートル程の場所に位置した。同駅に近かったが乗換駅ではなかった。なお、当駅の駅名が国鉄で最も長い駅名であった時期があったが、これに関する詳細は後述する。
東京競馬場の最寄り駅の1つであった。競馬場の観客には、「国分寺・新宿・東京方面からの観客は当駅を」、「立川・川崎方面からの観客は府中本町駅を」、「京王八王子・聖蹟桜ヶ丘・京王線新宿方面からの観客は府中競馬正門前駅を」と言う具合に使い分けられていた。
ちなみに、当駅 - 東京競馬場間は地下道で結ばれ、（その間を通る）南武線の線路下をくぐる構造となっていた。
当駅は武蔵野線が開業した日に下河原線（国分寺 - 北府中 - 東京競馬場前間）廃線に伴って廃止された。下河原線が武蔵野線に置き換えられたのと同様、この駅の機能は府中本町駅に置き換えられている。
戦時中、この駅の手前から南方へ南武線への連絡線を敷設しようとした痕跡が空中写真に記録されている。

## 歴史
- 1934年（昭和9年）4月2日：東京競馬場前仮停車場として開業[5][6]。競馬開催日のみの営業。
- 1944年（昭和19年）10月1日：営業休止[7]。
- 1947年（昭和22年）4月24日：東京競馬場前駅として営業再開[8]。
- 1949年（昭和24年）：通年営業開始[9]。
- 1973年（昭和48年）4月1日：廃止[6]。

## 駅構造
廃止時は島式ホーム1面2線の地上駅であった。競馬開催時の長大編成にも対応するため、長いホームを有していた。競馬場利用者のための切符売り場があったが、競馬開催時以外には駅員は配置されなかった。

## 乗客数の推移
| 年度 | 乗車人員 | 降車人員 |
| ---- | -------- | -------- |
| 1953 | 438,305  | 453,316  |
| 1954 | 263,467  | 262,289  |
| 1956 | 429,910  | 442,647  |
| 1960 | 134,797  | 144,893  |
| 1965 | 300,307  |          |
| 1970 | 536,000  |          |

- 東京都統計年鑑各年度版

注：1970年は「およそ」となるため、実数ではない。

## 駅周辺
- 東京競馬場
- サントリー武蔵野ビール工場 - 愛称は「サントリー〈天然水のビール工場〉東京・武蔵野」。
- 中央自動車道
- 府中本町駅 - 東日本旅客鉄道（JR東日本）南武線・武蔵野線
- 京王バス「競馬場前」・「矢崎町」停留所 - ともに稲城線（府61系統）

## 廃止後の現状
廃止後駅跡地には東京都府中勤労福祉会館なる温水プールなどの複合施設が建設された。2003年（平成15年）に府中勤労福祉会館も都の行革と建物の老朽化のため取り壊され、跡地は府中市に譲渡されて「矢崎町防災公園」となった。北府中から伸びていた廃線跡は一部が鉄道公園や「下河原緑道」として整備されている。駅名標は府中市郷土の森博物館に非公開で保存されている。

## その他
- 当駅があった当時は「国鉄（日本国有鉄道）で最も長い駅名を持つ駅」であった[4]。なお、それに属する駅として岩原スキー場前駅（上越線）があるが、同駅は仮乗降場[注釈 2]として営業した後[11]、1987年（昭和62年）4月1日に行われた国鉄分割民営化で（JR東日本の）駅に昇格している[11]。

## 隣の駅
日本国有鉄道
中央本線支線（下河原線）
北府中駅 - 東京競馬場前駅